# Sentencia Mariana Lima Buendía

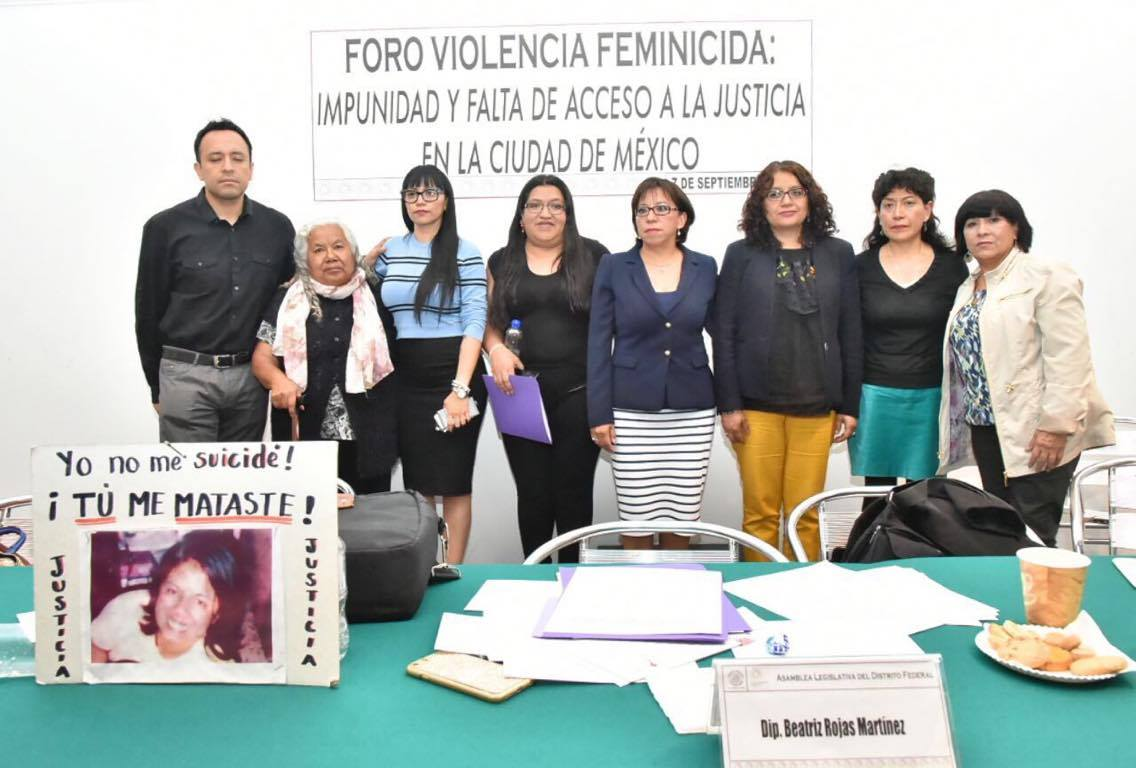
Irinea Buendía, activista y madre de Mariana Lima Buendía

La sentencia Mariana Lima Buendía emitida el 25 de marzo de 2015 constituye el primer pronunciamiento de la Suprema Corte de Justicia de la Nación de México relacionado con el feminicidio marcando un precedente en las investigaciones al establecer la importancia de realizar diligencias particulares y que la investigación debe implicar la realización de conceptos criminalísticos con visión de género. Permitió por primera vez en la historia de la justicia mexicana que las investigaciones se reabrieran con el fin de que fueran analizadas con perspectiva de género, en este caso pasando de suicidio a feminicidio. Dentro de esta sentencia se estableció que, todo homicidio violento de mujeres debería investigarse con perspectiva de género y se fijaron reglas que obligan a la autoridad judicial a implementar protocolos de prevención, investigación y de procuración e impartición de justicia.

## Antecedentes
El 29 de junio de 2010, Mariana Lima Buendía de 29 años de edad, fue víctima de feminicidio en su casa en Chimalhuacán, Estado de México donde vivía con su esposo, Julio César Hernández, agente investigador de la Procuraduría General de Justicia del Estado de México. Ese mismo día, Julio César se presentó a rendir declaración a las oficinas de la Procuraduría General de Justicia del Estado de México utilizando sus influencias para hacer pasar el acto como un suicidio y así evitar la denuncia por el delito de homicidio.
Posteriormente compareció la madre de Mariana, Irinea Buendía Cortez. Relató sobre la situación familiar de la vida de su hija, en particular sobre la violencia doméstica de la cual era víctima previo a su muerte y el estado en el que la encontró estableciendo que su hija no se suicidó por lo que formuló una denuncia por el homicidio de Mariana Lima Buendía.

## Proceso Jurídico
El 29 de junio de 2010 se dio inicio a la averiguación previa relativa al delito de homicidio en agravio de Mariana Lima Buendía. Se ordenaron las intervenciones de los peritos en criminalística, fotografía y médico legista para la inspección ministerial, levantamiento del cuerpo e investigación de los hechos. Una de las irregularidades que consta en el expediente fue la participación del esposo de Mariana con el equipo responsable de proteger y analizar la escena.
El 10 de noviembre de 2010 se trasladó el acta de averiguación previa a la Fiscalía Especializada en Homicidios de la Agencia del Ministerio Público en Tlalnepantla, Estado de México donde se concluyó el 9 de septiembre de 2011 que Mariana Lima Buendía se había suicidado y se decidió no ejercer la acción penal. 
El 19 de noviembre de 2011 Irinea Buendía Cortez acompañada del Observatorio Ciudadano Nacional del Feminicidio, solicitó por escrito al procurador general de Justicia del Estado de México la revisión de la autorización del no ejercicio de la acción penal, con fundamento en el artículo 117 del Código de Procedimientos Penales del Estado de México.
El 14 de marzo de 2012, Irinea Buendía Cortez promovió juicio de amparo contra la falta de respuesta, señalando la violación de los derechos reconocidos en los artículos 1, 17, 20 y 21 de la Constitución Política de los Estados Unidos Mexicanos; así como los artículos 3, 4 incisos f) y g) y 7 incisos b), c), f) y g) de la Convención Interamericana para Prevenir, Sancionar y Erradicar la Violencia contra la Mujer; artículos 1 y 25 de la Convención Americana sobre Derechos Humanos y artículos 1, 3, 5 y 15 de la Convención sobre la Eliminación de Todas las Formas de Discriminación en contra de la Mujer.
El 28 de mayo de 2012, el procurador general de Justicia del Estado de México resolvió el recurso de revisión promovida en noviembre de 2011 y revocó la determinación del no ejercicio de la acción penal y decidió seguir con la investigación. 
El 22 de octubre de 2013, el presidente de la Suprema Corte de la Justicia de la Nación dio trámite al recurso de revisión para la elaboración del proyecto de resolución.
El 25 de marzo de 2015, la Primera Sala de la Suprema Corte de Justicia emitió la sentencia en relación con la investigación de la muerte violenta de Mariana Lima Buendía, siendo el primer pronunciamiento de este tribunal relacionado con el feminicidio en México resolviendo que la fiscalía responsable tenía que reabrir el caso para volver a realizar la investigación como feminicidio.
El 15 de junio de 2016 se consignó acción penal contra Julio César Hernández, esposo de Mariana Lima Buendía, por el delito de Homicidio Calificado y el 29 de junio de 2016, se le dictó auto de formal prisión.

## Datos de la sentencia
El caso de Mariana Lima se consideró un emblema de lucha y exigencia de justicia, un ícono de la necesidad de investigaciones con perspectiva de género y sobre todo de la lucha de las familias de las víctimas de feminicidio en México que han tenido que emprender para alzar la voz y visibilizar la problemática. La sentencia ha sido relevante para las investigaciones de muertes violentas de mujeres en México, debido a que obliga a las autoridades a emplear la perspectiva de género como herramienta para verificar si en dicha muerte existen razones de género, estableciendo estándares sobre el derecho de las mujeres a una vida libre de violencia y discriminación, así como el reforzamiento de las obligaciones de todas las autoridades relacionadas, en particular el Ministerio Público.
Algunos de los puntos más relevantes de la sentencia Mariana Lima Buendía fue que la Suprema Corte de Justicia de la Nación obligó al Gobierno del Estado de México a:
1. Investigar con perspectiva de género la muerte violenta de Mariana Lima Buendía
2. Investigar y sancionar a los servidores públicos implicados que incurrieron en irregularidades
3. Fomentar la formación cultural y la de los funcionarios públicos, a partir de medidas progresivas y fomentarlas en la educación.[8]

En el párrafo 105 menciona que aun cuando las partes no lo soliciten, se debe implementar un método en toda controversia judicial para verificar si existe una situación de violencia o vulnerabilidad que, por cuestiones de género, impida impartir una justicia de manera completa e igualitaria.
En el párrafo 227 refiere que el sistema de justicia debe tener la capacidad de reparar el daño por parte de las autoridades y de impulsar un cambio cultural y obliga al Estado a realizar investigaciones con perspectiva de género en los casos de violencia contra las mujeres.
Esta sentencia no fue incluida en la nueva versión del Protocolo para Juzgar con perspectiva de género publicado por la Dirección de Derechos Humanos de la Suprema Corte de Justicia de la Nación en noviembre de 2020. El 29 de junio de 2021 Irinea Buendía presentó una solicitud de revisión en contra de esta decisión, exigiendo agregar el caso no sólo como referente sino también reconocerlo como el primer caso investigado en México con perspectiva de género.

## Caravana por la Justicia y Justicia
Desde finales del año 2022 Irinea Buendía  y Lidia Florencio Guerrero ambas familiares de víctimas de feminicidio en Chimalhuacán, decidieron emprender esta caravana para promover la Sentencia Mariana Lima Buendía.
Con el objetivo de visitar las 32 entidades de México y sus fiscalías y promover un manual de procedimientos, que sea un parámetro a nivel nacional para juzgar con perspectiva de género todas las muertes violentas de mujeres.
La caravana partió del Estado de México, los lugares que han visitado son Chihuahua, Villa Hermosa, Chiapas, Tijuana, Tlaxcala, Guanajuato y Sonora.

## Sentencia condenatoria
Gracias a la presión ejercida por Irinea Buendía madre de Mariana Lima Buendía y en el marco de la realización de la Caravana por la Justicia y Justicia, después de 12 años,  el poder Judicial del Estado de México, el 13 de marzo de 2023 notificó la sentencia condenatoria de 70 años de prisión (pena máxima) dictada contra Julio César Hernández Ballinas, que era su pareja y policía ministerial de esa entidad.
Esta noticia se dio a conocer a través de las redes sociales del Observatorio Ciudadano Nacional del Feminicidio (OCNF) del que Irinea Buendía forma parte.